# Ready Player One (film)
Ready Player One è un film del 2018 diretto e co-prodotto da Steven Spielberg.
La pellicola è l'adattamento cinematografico del romanzo Player One del 2011 scritto da Ernest Cline, che ha anche contribuito alla sceneggiatura del film.

## Trama
Nell'anno 2045 l'inquinamento e la sovrappopolazione hanno rovinato la vita sulla Terra e molte delle sue città sono diventate baraccopoli. Come via di fuga dalle loro vite nelle città decadenti, le persone si immergono nel mondo virtuale di OASIS (acronimo di Ontologically Anthropocentric Sensory Immersive Simulation), dove possono prendere parte a numerose attività, come una sorta di seconda vita. Quando il suo co-fondatore e creatore James Halliday muore, annuncia tramite il suo avatar "Anorak l'Onnisciente" un concorso in cui i giocatori devono trovare un easter egg all'interno del mondo di gioco, ma per sbloccarlo servono tre chiavi nascoste in tre diverse sfide sconosciute. Il vincitore riceverà il controllo totale di OASIS (valutato oltre mezzo bilione di dollari). Questo attira un certo numero di Gunters (da egg hunters, "cacciatori di uova") e la multinazionale Innovative Online Industries (IOI), guidata dal nuovo CEO Nolan Sorrento, che impiega i migliori giocatori, i ricercatori di Halliday e i dipendenti a contratto chiamati "Sixers" allo scopo di vincere la gara e privatizzare OASIS.
A Columbus, nell'Ohio, Wade Watts è un giovane orfano di 18 anni che vive con sua zia nella baraccopoli e su OASIS è un Gunter conosciuto con il nome di Parzival. Il ragazzo partecipa con il suo amico Aech alla prima sfida di Anorak: una gara automobilistica sulle strade di Manhattan. Durante la gara, Parzival salva una nota Gunter di nome Art3mis dall'essere "azzerata" da King Kong, cosa che avrebbe cancellato la progressione del suo personaggio, di cui fa poi conoscenza. Parzival si reca poi negli archivi di Anorak, che contengono videoclip che ricostruiscono la vita di Halliday, e lì ha un'illuminazione dopo aver ascoltato un commento fatto da Halliday al suo ex socio in affari, Ogden Morrow, e nella gara successiva scopre una scorciatoia sotterranea, guidando in retromarcia fino al traguardo, acquisendo la prima chiave. Art3mis, Aech, così come i giocatori Daito e Sho (amici di Aech), lo seguono subito dopo, apparendo insieme in cima al tabellone segnapunti globale e facendosi conoscere come gli "Altissimi Cinque". In seguito a questo avvenimento, Sorrento assolda il mercenario i-R0k per eliminare Parzival.
Insieme ad Art3mis, Parzival cerca di risolvere il secondo enigma grazie all'indizio ottenuto alla fine della prima sfida. I due scoprono che Halliday aveva dei rimpianti per come si era svolto l'appuntamento con una donna di nome Karen Underwood, che in seguito aveva sposato Morrow. Dopo che Parzival vince una moneta per una piccola scommessa con il curatore dell'archivio, Art3mis gli chiede di uscire insieme. In una discoteca di OASIS, i due credono di essere nel luogo giusto per ottenere la seconda chiave, ma i-R0k ascolta Parzival dire ad Art3mis il suo vero nome. Poco dopo giungono i Sixers per eliminarli; dopo che i due riescono a fuggire, Art3mis litiga con Parzival, rivelandogli che vuole vincere perché il padre morì in un "Centro fedeltà" (dove chi ha contratto debiti con l'IOI lavora con orari massacranti fino a che non li estingue) e lo accusa di essere scollegato dalla realtà. Sorrento, scoperta l'identità di Parzival, chiede a Wade di unirsi a IOI, ma al rifiuto del ragazzo, fa bombardare la catasta di case in cui vive sua zia, uccidendo lei e tutti i vicini.
Wade viene poi bendato, rapito e portato in un nascondiglio di Gunters, dove incontra la reale Art3mis, una ragazza di nome Samantha Cook. Insieme i due risolvono il secondo indizio e, con il resto degli Altissimi Cinque, entrano in una rivisitazione di Shining (film visto da Halliday e Karen al loro appuntamento), dove attraversano una serie di eventi spaventosi per raggiungere infine la rappresentazione virtuale di Karen e acquisire la seconda chiave. La guardia del corpo di Sorrento, F'Nale Zandor, segue Wade al nascondiglio dei Gunters, ma trova solo Samantha, che viene arrestata e trasformata in una Sixer per inadempienza sul debito della sua famiglia, mentre Wade viene salvato da Aech, che in realtà è una ragazza di nome Helen Harris. Aech è in compagnia di Daito, che nella realtà si chiama Toshiro, e di Sho, un undicenne di nome Zhou; insieme fuggono sul camion di proprietà della ragazza.
Intanto l'IOI ha decifrato il terzo indizio e si trova sul Pianeta Doom. Qui i-R0k utilizza un artefatto magico molto potente e attiva un campo di forza impenetrabile attorno alla posizione della terza chiave. Wade e gli altri sistemano le loro tute per la realtà virtuale nel camion e, dopo aver ingannato Sorrento per farsi rivelare la posizione di Samantha, la liberano per farla fuggire, ma lei decide di rimanere, hackerando la stazione di Sorrento. Wade trasmette un messaggio globale per reclutare giocatori di OASIS e convincerli ad unirsi per assaltare la fortezza, mentre Aech utilizza una riproduzione del gigante di ferro per dare manforte. Nascondendosi tra i Sixers, Samantha trova il modo di spegnere il campo di forza.
Durante la battaglia, i ribelli sconfiggono Sorrento, trasformatosi in Mechagodzilla, e i-R0k grazie a Daito, trasformatosi in Gundam. Parzival azzera l'avatar di Samantha per lasciarla fuggire nella realtà, mentre Daito e Aech si sacrificano per farli andare avanti. Parzival e Sho trovano un Sixer che gioca ad Adventure su una console Atari 2600, ma che fallisce nonostante abbia vinto nel videogioco. Sorrento, dopo la pesante sconfitta e per non far vincere nessuno, attiva il cataclizzatore, un manufatto che azzera tutti gli avatar sul pianeta. Tuttavia, la moneta del curatore posseduta da Parzival si rivela essere una vita extra, riportandolo in gioco. Il ragazzo capisce che l'obiettivo non è vincere Adventure, ma semplicemente trovare l'easter egg contenuto al suo interno che si trova nel primo livello, poiché il videogioco non era stato creato per vincere, ma per far divertire i giocatori. Il ragazzo riesce così ad ottenere la terza chiave.
All'interno del portale Anorak si presenta a Parzival in un'enorme sala imperiale, ricoperta di oro e ricchezze. Lo stregone si congratula con Parzival per essere giunto alla meta definitiva e gli presenta un contratto, la cui firma lo renderebbe l'unico proprietario di OASIS; tuttavia Wade declina poiché è simile a quello che Morrow ha firmato e che ha sciolto la sua partnership con Halliday e che, di fatto, privatizzerebbe OASIS. Anorak rivela che quella era l'ultima prova, per essere certo di affidare OASIS a una persona giusta e saggia, non accecata dall'egoismo e dall'avidità, e si trasforma così in Halliday, assieme all'ambiente intorno a loro. Parzival si trova infine nella camera di Halliday che, a dieci anni, giocava ai primi videogiochi. Qui l'Halliday adulto racconta a Parzival di aver creato OASIS perché non era mai stato in grado di legare con le persone, vivendo nella paura. Ma gli fa anche capire che la realtà, nonostante possa essere spaventosa, non potrà mai essere sostituita da un mondo virtuale. Di conseguenza, OASIS doveva solo essere un mezzo per facilitare i legami con le persone. Halliday gli dona quindi l'uovo d'oro come vincitore della gara. I due Halliday escono infine dalla camera, lasciando a Parzival il comando di OASIS, non prima di aver risposto in modo ambiguo alla sua domanda sul fatto che sia morto veramente, o che sia stato in grado di trasferire la sua coscienza su OASIS.
Sorrento e Zandor vengono arrestati dopo che Aech ha inviato alla polizia una registrazione della conversazione tra Wade e Sorrento, nella quale quest'ultimo ammette di aver provocato l'attentato. I giocatori sotto contratto dell'IOI vengono liberati dai loro debiti e la società viene ristrutturata per diventare un'azienda progressista. Wade condivide le ricompense in egual misura con gli Altissimi Cinque, e Morrow (rivelatosi il curatore dell'archivio) viene assunto come consulente. OASIS riprende l'operazione, ma viene sospeso due volte a settimana, in modo che le persone possano trascorrere più tempo nel mondo reale, come sperato da Halliday stesso; mentre Wade e Samantha iniziano una relazione.

## Produzione
La Warner Bros. acquista i diritti del romanzo nel giugno 2010. Nel 2014 la regia della pellicola viene proposta a Christopher Nolan, Robert Zemeckis, Matthew Vaughn, Edgar Wright e Peter Jackson, prima di essere affidata nel marzo 2015 a Steven Spielberg.

### Riprese
Le riprese del film, il cui budget è stato di 175 milioni di dollari, sono iniziate a fine giugno 2016.

## Colonna sonora
Il 9 giugno 2016 viene annunciato che John Williams si sarebbe occupato della colonna sonora del film, ma nel luglio 2017 Alan Silvestri sostituisce Williams, impegnato nella colonna sonora del film The Post, diretto sempre da Spielberg.

### Dischi
La colonna sonora del film ha avuto due pubblicazioni: Original Motion Picture Soundtrack, la colonna sonora curata da Alan Silvestri, e Songs From the Motion Picture, che contiene molte delle canzoni presenti nel film.
- Original Motion Picture Soundtrack[8]

1. The Oasis – 1:48
2. Hello, I'm James Halliday – 2:01
3. Why Can't We Go Backwards? – 4:17
4. An Orb Meeting – 4:10
5. Real World Consequences – 3:30
6. Sorrento Makes An Offer – 3:33
7. Welcome To The Rebellion – 3:13
8. High 5 Assembles – 4:24
9. Orb Of Osuvox – 3:44
10. Sorrento Punked – 3:57
11. Wade's Broadcast – 5:50
12. Looking For A Truck – 5:35
13. She Never Left – 2:41
14. Last Chance – 3:20
15. Get Me Out Of This – 1:34
16. Hold On To Something – 5:14
17. This Is Wrong – 3:48
18. What Are You? – 3:28
19. There's Something I Need To Do – 5:01
20. Main Title – 2:26
21. End Credits – 8:03

- Songs From the Motion Picture[9]

1. I Wanna Be Your Lover – Prince 5:47
2. Everybody Wants to Rule the World – Tears for Fears 4:11
3. Just My Imagination (Running Away with Me) – The Temptations 3:49
4. Stand on It – Bruce Springsteen 3:06
5. One Way or Another – Blondie 3:27
6. Can't Hide Love – Earth, Wind & Fire 4:08
7. Blue Monday – New Order 7:24
8. Stayin' Alive – Bee Gees 4:44
9. We're Not Gonna Take It – Twisted Sister 3:37
10. You Make My Dreams – Hall & Oates 3:11
11. Pure Imagination – Bryan Nguyen feat. Merethe Soltvedt 2:32

## Promozione
Il 12 luglio 2017 viene diffuso il logotitolo del film, mentre il 14 luglio viene diffusa la prima immagine del film, che ritrae l'attore Tye Sheridan nei panni di Wade Owen Watts.
Il primo trailer del film viene mostrato al San Diego Comic-Con International il 22 luglio 2017 e successivamente viene diffuso tramite il canale YouTube della Warner Bros.

## Distribuzione
Il film è stato presentato in anteprima mondiale al South by Southwest l'11 marzo 2018.
Inizialmente prevista per il 15 dicembre 2017, è stata distribuita nelle sale cinematografiche statunitensi a partire dal 29 marzo 2018 ed in quelle italiane dal 28 marzo.

## Accoglienza

### Incassi
Al primo giorno di programmazione nelle sale italiane, il film ha ottenuto circa 251 mila euro; al termine del primo fine settimana, la pellicola si è posiziona al primo posto sia nel botteghino italiano (2 milioni di euro) che in quello statunitense (53,2 milioni di dollari).
Il film ha incassato 137 milioni di dollari in Nord America e 470 milioni nel resto del mondo, per un totale di 607 milioni.

### Critica
Dopo la proiezione in anteprima al South by Southwest, i critici ed il pubblico presente hanno elogiato il film. Sul sito Rotten Tomatoes la pellicola ottiene il 72% delle recensioni professionali positive con un voto medio di 6,8 su 10, basato su 443 recensioni, mentre sul sito Metacritic ottiene un punteggio di 64 su 100, basato su 56 recensioni.

## Riconoscimenti
- 2019 - Premio Oscar[22]
  - Candidatura per i migliori effetti speciali a Roger Guyett, Grady Cofer, Matthew E. Butler e David Shirk
- 2018 - MTV Movie & TV Awards[23]
  - Candidatura per il miglior bacio a Olivia Cooke e Tye Sheridan
  - Candidatura per la miglior squadra su schermo a Tye Sheridan, Olivia Cooke, Philip Zhao, Win Morisaki e Lena Waithe
- 2018 - People's Choice Awards[24]
  - Candidatura per il film preferito dal pubblico
  - Candidatura per il film d'azione preferito dal pubblico
- 2018 - San Diego Film Critics Society Awards[25]
  - Migliori effetti visivi
  - Candidatura per la miglior scenografia a Adam Stockhausen
- 2018 - Teen Choice Awards[26]
  - Candidatura per il miglior film di fantascienza
  - Candidatura per il miglior attore in un film di fantascienza a Tye Sheridan
  - Candidatura per la miglior attrice in un film di fantascienza ad Olivia Cooke
- 2019 - Art Directors Guild Award[27]
  - Candidatura per i migliori costumi in un film fantastico
- 2019 - British Academy Film Awards[28][29]
  - Candidatura per i migliori effetti speciali
- 2019 - Critics' Choice Awards[30]
  - Candidatura per i miglior effetti visivi
  - Candidatura per il miglior film d'azione
- 2019 - Satellite Award[31]
  - Candidatura per i migliori effetti visivi
- 2019 - Saturn Award[32][33]
  - Miglior film di fantascienza
  - Candidatura per la miglior regia a Steven Spielberg
  - Candidatura per la miglior colonna sonora ad Alan Silvestri
  - Candidatura per i migliori effetti speciali
- 2019 - VES Awards[34]
  - Miglior ambiente creato in photoreal (Overlook Hotel)
  - Miglior fotografia virtuale (corsa a New York)

## Citazioni e riferimenti
Ready Player One, come il romanzo dal quale è tratto, include moltissimi riferimenti, citazioni e omaggi alla cultura pop provenienti da diversi periodi, principalmente dagli anni settanta, ottanta e novanta. I recensori hanno individuato oltre un centinaio di riferimenti a film, programmi televisivi, musica, giocattoli, videogiochi, cartoni animati e fumetti. Ernest Cline non aveva avuto nessun problema di copyright per le citazioni quando pubblicò il libro, ma fu avvisato che assicurarsi tutti i diritti sarebbe stato un grosso problema per l'adattamento cinematografico dello stesso. Grazie all'alta reputazione di Spielberg nell'industria del cinema, l'impresa fu più agevole del previsto. Spielberg e la produttrice Kristie Macosko Krieger trascorsero vari anni ad assicurarsi i diritti degli elementi da citare nel film, ben sapendo che alcune scene non sarebbero state possibili senza di essi. Alla fine, Spielberg stimò di essere riuscito ad ottenere circa l'80% dei diritti voluti, notando però come in alcuni casi non ci fosse stato niente da fare. Per esempio, negoziando con la Warner Bros., non venne raggiunto un accordo con la Columbia Pictures per i diritti di Incontri ravvicinati del terzo tipo, nonostante il film originale fosse stato diretto dallo stesso Spielberg.
Blade Runner (1982), che era ampiamente citato nel libro, era off-limits perché il sequel progettato da decenni, Blade Runner 2049 (2017), era in produzione nello stesso periodo di Ready Player One; in sostituzione, il team creativo riscrisse la scena all'interno di Shining, del quale Spielberg era riuscito ad avere i diritti grazie alla sua amicizia con la famiglia di Stanley Kubrick. Mentre nel libro Cline utilizza il personaggio di Ultraman, per motivi legali relativi ai diritti, questo nel film fu sostituito dal gigante di ferro e da Gundam. In origine erano previsti anche dei riferimenti a Guerre stellari, che non fu possibile inserire per questioni economiche legate ai diritti. Anche se Spielberg era conscio del fatto che i suoi vecchi film facevano significativamente parte dell'immaginario collettivo pop degli anni ottanta citato nel romanzo di Cline, egli volle limitare le citazioni delle sue opere al minimo per non essere accusato di "vanità". Cline dichiarò di aver dovuto insistere molto per convincerlo a inserire alcuni elementi iconici, come la macchina del tempo DeLorean dalla trilogia di Ritorno al futuro, che Spielberg accettò di utilizzare perché il film era stato da lui prodotto e non diretto. Mentre Wade sceglie un vestito con cui andare all'appuntamento con Art3mis, indossa per un attimo l'iconica giacca indossata da Michael Jackson nel video di Thriller. Fu sempre Cline a convincerlo ad inserire il T-Rex del franchise di Jurassic Park.

## Sequel
Della realizzazione di un sequel, basato sul romanzo del 2020 Ready Player Two, si iniziò a parlare già nel corso delle riprese del primo film, come affermato dallo stesso autore: "Parlammo della possibilità che ci fosse un Ready Player Two quando eravamo ancora all'opera sul primo film. A Hollywood non si sa mai".
Nel novembre 2017, Cline riconobbe come il rinnovato desiderio di scrivere il sequel Ready Player Two fosse dovuto principalmente al lavoro sulla sceneggiatura del primo film, ma anche ai riscontri sia finanziari che di critica ottenuti dal primo capitolo; l'autore aveva intuito e affermato che un sequel avrebbe potuto facilmente interessare uno studio cinematografico.
Entro marzo 2018, Cline lo avrebbe ribadito, affermando: "Penso ci siano buone probabilità che, se Ready Player One andrà bene, la Warner Bros. vorrà produrre un seguito. Non so se Steven Spielberg vorrebbe impegnarsi di nuovo, perché sa in cosa si andrebbe a infilare. Ha detto infatti che è stato il terzo film più difficile che abbia mai realizzato, nonostante dozzine e dozzine di film".
L'attrice Olivia Cooke è contrattualmente legata per un eventuale sequel.
Nel dicembre 2020 lo scrittore Ernest Cline ha confermato lo sviluppo del sequel. A marzo 2024 Spielberg ha confermato che il film è ancora in lavorazione e che sarebbe stato presente solo come produttore.